# فهد آسيوي
الفهد الآسيوي (الاسم العلمي: Acinonyx jubatus venaticus) هو أحد نويعات الفهود المهددة بالانقراض بدرجة قصوى. تتواجد الفهود الآسيوية حالياَ في إيران فقط، بعد أن كانت واسعة الانتشار في أرجاء الشرق الأوسط، حيث تعرف بالفهد الإيراني؛ وتعيش الفهود الآسيوية في الصحراء الإيرانية بشكل أساسي حيث تحظى ببعض الحماية، إلا أن هذه الحماية غير كافية وذلك عائد إلى أن هذه الصحراء متجزئة بسبب منشآت النفط وغيرها من مشاريع التنمية البشرية، مما يقلل من فرص لقاء الفهود مع بعضها لغرض التزاوج وزيادة تنوعها الجيني.
يعرف الفهد الآسيوي بالفهد الهندي أيضاً على الرغم من انقراضه في الهند، كما ويعرف بالفهد العربي في الدول العربية التي كان يقطنها، وكان العرب يُطلقون عليه أيضاً اسم الفهد الصياد، وكذلك فعل البريطانيون الذين شاهدوه في الهند خلال حقبة استعمار تلك البلاد. أطلق هذا الاسم على تلك الحيوانات بسبب عادة الأمراء الهنود والعرب بالاحتفاظ ببعض الأفراد المستأنسة منها واستخدامها في صيد الغزلان والظباء.
الفهود الآسيوية حيوانات مهددة بالانقراض بدرجة قصوى، لا يمكن مشاهدتها بحالة برية طبيعية سوى في إيران، وفي جنوب غرب باكستان في أحيان نادرة جداً. تُظهر الإحصائات الأخيرة أن هناك ما بين 70 إلى 100 فهد آسيوي باق على قيد الحياة حاليّاً، والسواد الأعظم منها يستوطن إيران، والقليل باكستان. تعد هذه الأرقام نتيجة أبحاث ميدانية كثيرة، توثقها أكثر من 12,000 صورة التقطتها الكاميرات الفخية أثناء الليل في الصحراء الإيرانية خلال العشر سنوات الفائتة. أظهرت الأبحاث في سنة 2013 أن هناك 20 فهدًا فقط باقيًا في إيران، على أن هذا البحث لم يغطي جميع الأراضي التي يُعتقد أن الفهود تقطنها. وأشار الخبراء إلى أن العدد الإجمالي للفهود يعتقد بأنه يتراوح بين 40 و 70 فهدًا، وأن حوادث السير هي السبب الرئيسي وراء نفوق حوالي 40% من هذه الحيوانات. هذا وقد فشل المسؤولون في منع شق طريق عابر لمنطقة «بفق» المحمية حيث تتواجد الفهود. وفي سبيل لفت النظر الدولي إلى ضرورة الحفاظ على هذه الحيوانات وحمايتها، قام منتخب إيران لكرة القدم بارتداء قمصان عليها رسوم للفهود الآسيوية في مسابقة كأس العالم لكرة القدم لسنة 2014. وفي سنة 2015، أشارت بعض التقديرات إلى وجود حوالي 50 فهدًا بريًا في إيران، وأن أعدادها تتزايد.
إن الفهد الآسيوي والنمر الفارسي والوشق الأوراسي هي الأنواع الوحيدة من السنوريات الكبيرة الباقية في إيران حاليّا، بعد أن كان يُشاطرها الموطن الببر القزويني والأسد الآسيوي المنقرضان حاليّا في البلاد، على أنه قد لوحظ أن الببر القزويني لم يكن بنويعة مستقلة بذاتها، بل كان مجرّد جمهرة غربية من الببر السيبيري.
تعاني هذه الفهود، كما الفهود الأفريقية، من خطر أشد من التهديد الإنساني لوجودها، وهو نقص التنوع الجيني الذي يسبب لها ضعفاً في جهاز المناعة ومقدرة أقل على مقاومة الأمراض. ويعتبر هذا أشد خطورة على هذه النويعة بالتحديد بسبب أعدادها الضئيلة جداً، فهي معرضة في أي وقت لأن يتفشى وباء ما يقضي على أفراد عديدة منها، أو عليها جميعاً في أسوأ الحالات.

## وصف النويعة

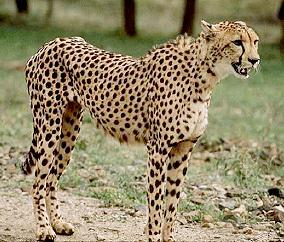
فهد آسيوي واقف

يتراوح طول الفهد الآسيوي بين 112 و 135 سم، ويصل طول الذيل من 66 إلى 84 سم، ويصل ارتفاعه عند الكتفين من 60 إلى 75 سم، ويتراوح وزنه من 34 إلى 54 كيلوغراماً، ويكون الذكر أكبر بقليل من الأنثى.

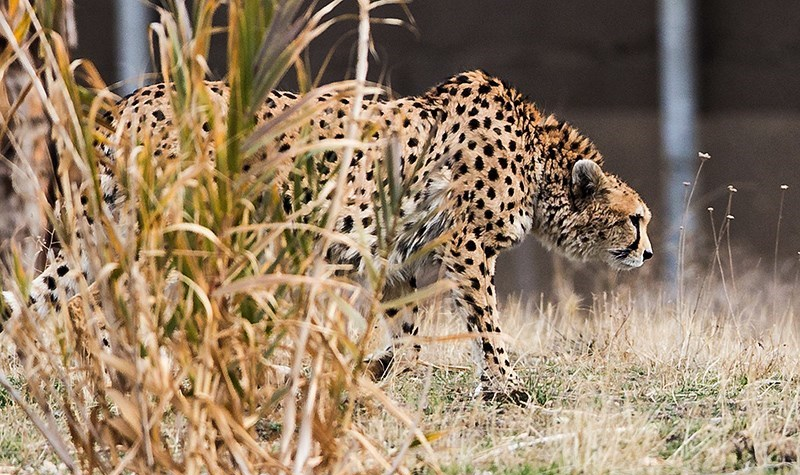
الفهد كوشكي

وتعتبر الفهود أسرع الحيوانات الأرضية على الإطلاق، حيث تصل سرعتها القصوى إلى 112 كيلومتراً في الساعة (70 ميل) لمسافات قصيرة لا تتعدى 460 متراً (500 ياردة)؛ كما أن تسارعها سريع جداً، حيث تنطلق من سرعة صِفر إلى مائة كيلومتر في الساعة في مدة لا تتجاوز ثلاث ثواني ونصف.

## الانتشار والموائل

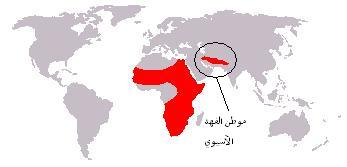

تكثر الفهود في الأراضي المنبسطة المفتوحة مثل السهول، المناطق الشبه صحراوية، وغيرها من المساكن المشابهة طالما أن الطرائد فيها وافرة. يتواجد الفهد الآسيوي حاليا في صحراء كافير في إيران أي المنطقة التي تضم أقسام من محافظات كرمان، خراسان، سمنان، يازد، طهران، ومركزي ويبدو بأن هذه الفهود تعيش أيضاً في إقليم بلوشستان الباكستاني الذي يضم أعدادا كافية من الفرائس. يتعرض مسكن الفهد في هذه الدول إلى الحت بسبب الاستغلال البشري المكثف عن طريق الزراعة والاستيطان وتناقص أعداد الطرائد العائد إلى الصيد والرعي الجائر المكثّف للماشية المستأنسة الذي أدى إلى جعل الأراضي جرداء.

## السلوك والبيئة

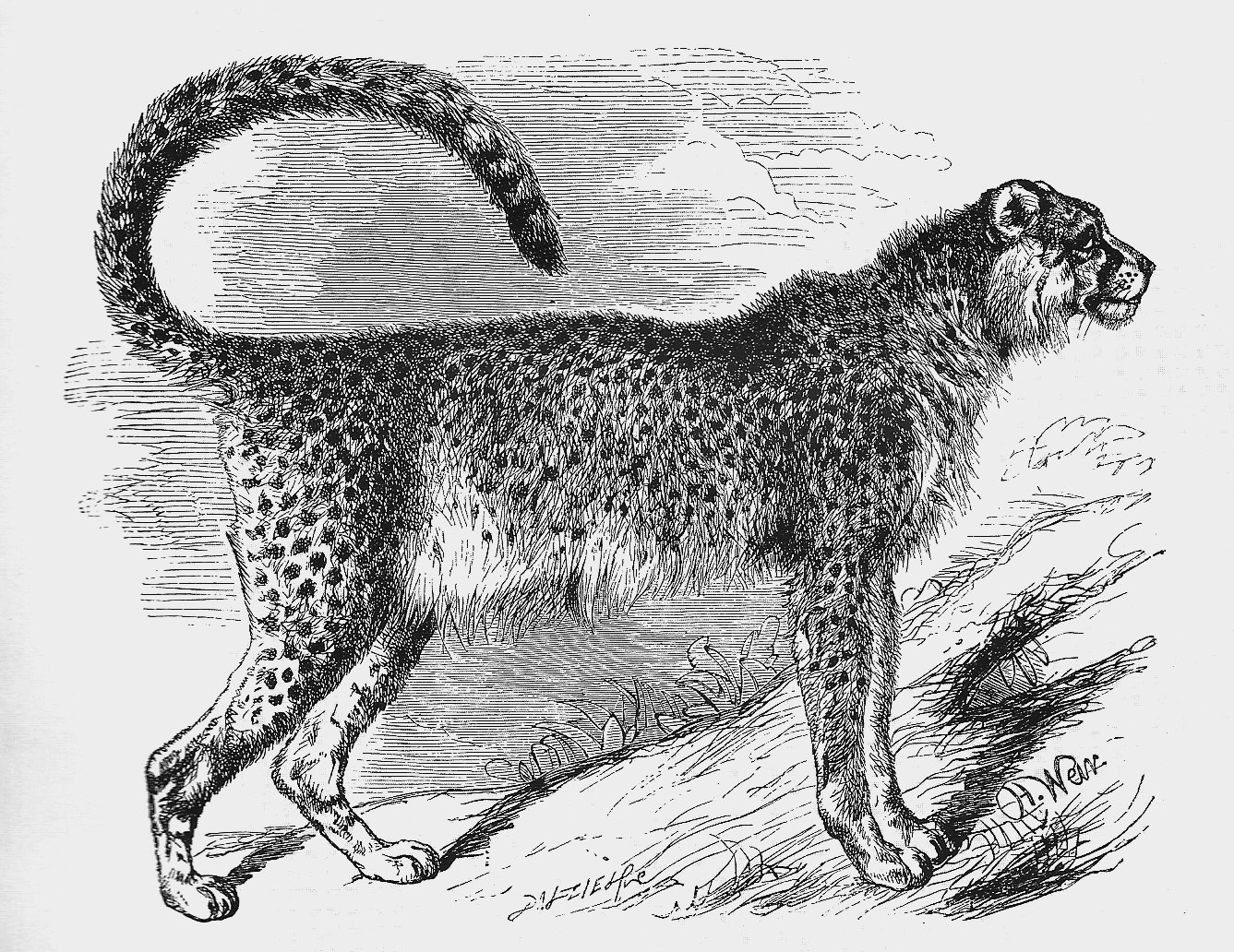
رسم للفهد الهندي المنقرض حاليا.

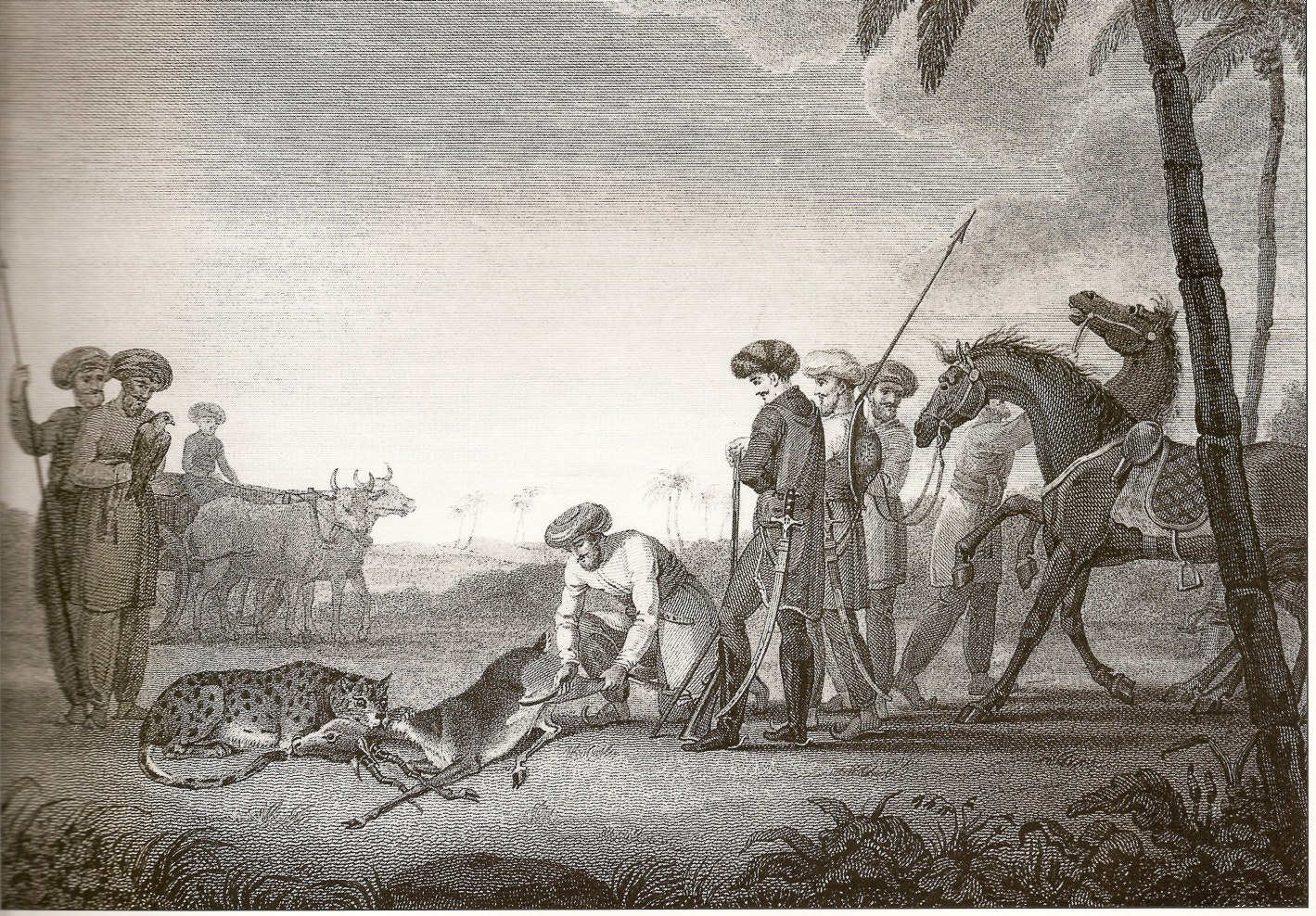
صيد ظبي أسود بواسطة فهد آسيوي؛ بريشة جايمس فوربز، في جنوب غوجرات، الهند. من كتاب «ذكريات شرقية» Oriental Memoirs، من عام 1812.

تقتات الفهود الآسيوية على الظباء الصغيرة إجمالا، وفي إيران تقتات عادة على الغزلان الدرقية، أو الريم، الأرانب البرية، القوارض، الماعز البري، وخرفان الأريل، وقد بدأت وزارة البيئة الإيرانية بتزويد الفهود بأطواق لاسلكية منذ خريف عام 2006 لملاحقتها ودراسة سلوكها الغذائي. وعندما كانت الفهود لا تزال موجودة في الهند منذ 50 سنة، كانت الطرائد أكثر وفرة وكانت الفهود تصطاد الظباء السوداء، الغزلان الهندية، والأيائل المرقطة (الشيتال) وظباء النلجاي في بعض الأحيان. أما في المنطقة العربية فكانت الفهود الآسيوية تقتات على غزلان الجبل وغزلان دوركاس بالإضافة لليحمور وصغار المها العربية وغيرها من الظباء في أحيان أخرى.
وفي القرن التاسع عشر، قال أحد مراقبي الحياة البرية الإنكليز عن الفهد في الهند أنه:

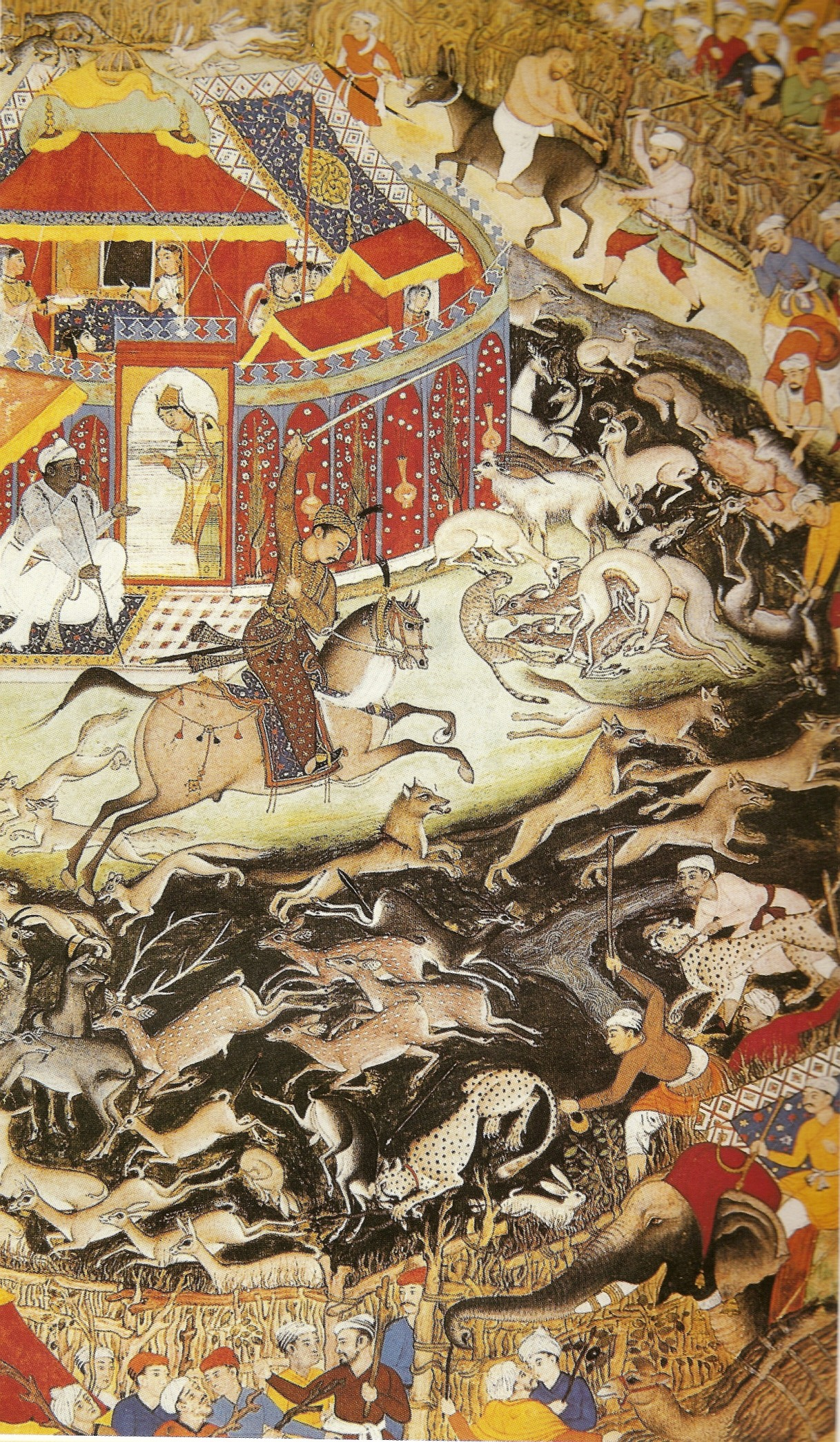
الإمبراطور المغولي للهند، جلال الدين أكبر، يصطاد برفقة فهوده الآسيوية، قرابة العام 1602.

«يعيش في التلال الصخرية المعزولة بالقرب من السهول التي يصطاد فيها الظباء، أي مصدر غذائه الرئيسي. كما ويصطاد الغزلان، النلجاي، والأيائل وغيرها من الحيوانات في أحيان أخرى. كما يعرف عنها بأنها تقتل الماشية الأليفة، الماعز والخرفان، نادرا إلا أنها لا تهاجم الإنسان أبدا. وأسلوبها للصيد يتمحور حول التسلل لمسافة مناسبة من طريدتها والتستر بالشجيرات والتلال أو أي شيء أخر، ومن ثم العدو نحوها. وسرعة هذه الحيوانات مذهلة في المسافات القصيرة، تفوق سرعة أي حيوان ضاري آخر حتى كلاب الصيد الإنكليزية والسلوقي، لأن ليس هناك من كلب قادر على الإمساك بظبي أو غزال على مسافة مئتين ياردة كما يفعل الفهد الآسيوي. وقد رأى الجنرال ماكماستر نمرا صيادا يمسك بظبي أسود بعد ركضه لمسافة أربعمائة ياردة فقط، ويحتمل بأن الفهد الصياد هو أسرع الحيوانات عدوا في المسافات القصيرة.»

## تاريخ النويعة
أظهرت الدراسات وتحاليل الحمض النووي وسلسلاته، أن الفهود الآسيوية انشقت عن الجمهرات الأفريقية منذ فترة طويلة تتراوح بين 32,000 و 67,000 سنة. ومنذ ذلك الحين انتشرت وازدهرت في السهول والسهوب الآسيوية حتى أدّت ممارسات الإنسان إلى اندثارها شيئاً فشيئاً حتى لم يبق منها سوى في إيران.
كانت الفهود الآسيوية تنتشر في السابق من شبه الجزيرة العربية، حيث كانت تذكر من قبل الرحالة والكُتاب العرب والأوروبيون في القرون الوسطى، إلى الهند مرورا بإيران، آسيا الوسطى، باكستان وأفغانستان، وكانت أغزر أعدادها في إيران وشبه القارة الهندية. والفهود هي السنوريات الكبيرة الوحيدة القابلة للاستئناس والتدريب على الصيد، ويُقال أن إمبراطور الهند المغولي جلال الدين أكبر كان عنده ألف فهد آسيوي في وقت واحد، ويظهر ذلك في الكثير من الرُسومات الهندية والفارسية.
وفي القرن التاسع عشر كان الفهد العربي ما زال يعيش بشكل نادر في التلال المُغطاة بالأشجار في الجليل وقرب جبل الطور في شمال فلسطين؛ وكذلك في محيط الجبال الداخلية في سوريا أما في بداية القرن العشرين فكانت النويعة تتجه نحو الانقراض في الكثير من المناطق حيث تمت رؤيتها لآخر مرة عام 1959 في صحراء النقب، جنوب فلسطين؛ أما في الأردن فقد تم قتل آخر أنثى مع صغيرها في العام 1962. وفي مصر، فقد تمت رؤية آخر فهدين آسيويين في صحراء سيناء عام 1946. وفي اليمن، تمت رؤيته لآخر مرة في عام 1963 بوادي ميتان. أما في الكويت والعراق فقد كانت آخر رؤية له عام 1949. وفي سوريا كان آخر تسجيل له في عام 1947/1948 عندما اصطدمت سيارة بفهد وقتلته في الصحراء السورية. وفي شمال السعودية قام عُمال النفط بقتل أربعة فهود في عام 1950؛ وقد تم قتل آخر فهدين بالسعودية قرب حائل عام 1973. وقد انقرض الفهد العربي تماماً من المنطقة العربية، عندما تم قتل آخر فهد معروف في جبجات بمنطقة ظفار في جنوب سلطنة عُمان عام 1977.
وكان آخر تسجيل للفهد الآسيوي في الهند عام 1947 عندما اصطاد مهراجا سورجوجا آخر ثلاثة فهود هِندية (برصاصتين) في شرق ولاية ماضية براديش بوسط الهند، وفي عام 1990 أصبحت الفهود الآسيوية مقتصرة في وجودها على إيران وكان قد قدّر أعدادها قبل ذلك في السبعينات بأكثر من 200 فهد، ومؤخرا قام عالم الأحياء الإيراني هُرمز أسدي بتقدير عدد الفهود الآسيوية البرية في عاميّ 2005 - 2006 بين 50 و 100 فهد، يعتقد بأن 50 أو 60 منها تعيش بحالة برية. وتعيش معظم هذه الفهود الباقية في صحراء كافير، كما توجد جمهرة منعزلة في المنطقة الجافة التي تقع على الحدود الإيرانية الباكستانية، ويزعم سكان هذه المناطق بأنهم لم يشاهدوا أي فهد خلال السنوات الخمس عشر الماضية.

## المخاطر التي تواجهها النويعة

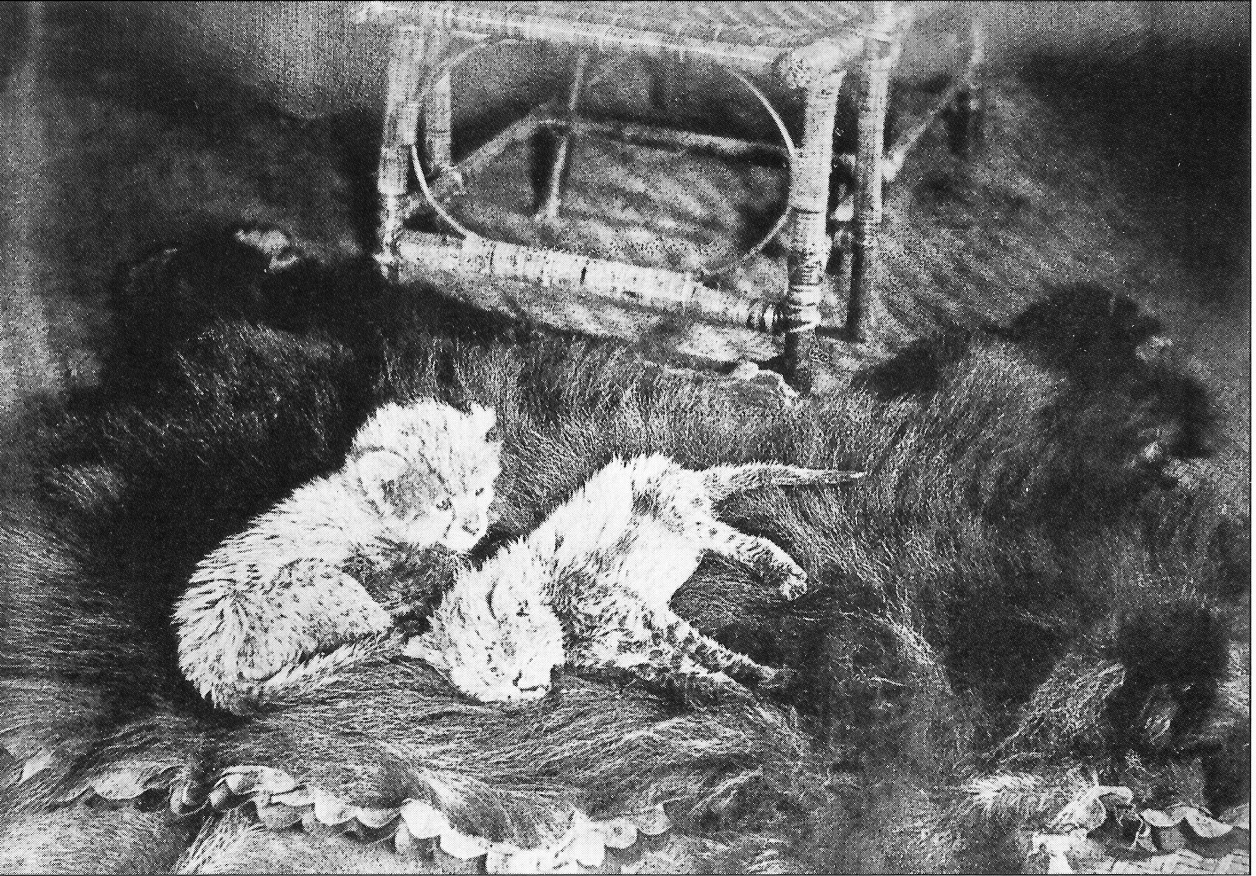
جراء فهود آسيوية في الهند عام 1897.

- تغير طرق استغلال الأراضي: كان هذا العامل أحد أبرز الأسباب التي أدت إلى تراجع أعداد الفهود الآسيوية، حيث أنه أثر تأثيرا مباشرا على النظام البيئي لمساكنها، فقد أدى الاضطهاد، احتتات المسكن وتجزئته، التصحر، والصيد المباشر للفرائس التي تعتمد عليها الفهود في غذائها، وبشكل خاص تلك التي تعتبر طرائد مفضلة للصيد الترفيهي، ومطلوبة من قبل الصيادين غير الشرعيين لبيع أعضائها،[22] أدّى كل ذلك لتراجع أعداد الفهود في إيران. ووفقا لوزارة البيئة الإيرانية فقد حصل هذا التراجع بين عاميّ 1988 و1991.

تتواجد الفهود الآسيوية اليوم بأعداد ضئيلة جدًا متبعثرة مع تجمّع لجمهرات بعيدة عن بعضها البعض. إن هذه الكثافة المنخفضة في أعداد هذه السنوريات تجعلها أكثر عرضة للتأثر بنقص مخزون طرائدها، إن عن طريق الرعي الجائر أو صيد البشر لها، أضف إلى ذلك الاضطهاد المباشر الذي تتعرض له بنفسها من قبل الإنسان. وعلى الرغم من أن المناطق المحمية تشكل جزءًا كبيرا من موطن هذه الفهود حاليّا، إلا أن إدارتها وصيانتها لا تتم بالقدر الملائم.
- استخراج المعادن وتجارة الأفيون: يمكن العثور على 3 أنواع من المعادن المهمة في المناطق التي تُشكل الموطن الأخير للفهد الآسيوي حاليّا، وهي الفحم الحجري، النحاس، والحديد. يُقدّر أن هناك منطقتين فيهما جمهرات كبيرة من الفهود التي تعيش خارج المحميات، يمكن العثور فيها على كميات كبرى من الفحم الحجري. إن التعدين نفسه لا يُعتبر مصدر خطر للفهود، ولكن إنشاء الطرق للوصول إلى مواقع التنقيب، جعل وصول البشر، بما فيهم الصيادين غير الشرعيين، سهلا إلى موئل هذه السنوريات. كانت المناطق الحدودية لإيران مع أفغانستان وباكستان، ولا تزال، مناطق عبور رئيسية لمهربي الأفيون المسلحين، الذين يبيعون بضائعهم في المناطق الوسطى والغربية من البلاد، أي إنهم يضطرون للمرور بالمناطق التي تشكل مسكنا للفهود. تعاني هذه المنطقة من الصيد العشوائي، وحكومات الدول الثلاث غير قادرة على إحداث تغيير جوهري. كان هذا هو الوضع في المنطقة عام 1997 وفقا للدكتور هُرمز أسدي، أما حاليّا فليس هناك معلومات موثقة بهذا الشأن.[23]

## الحفاظ على النويعة

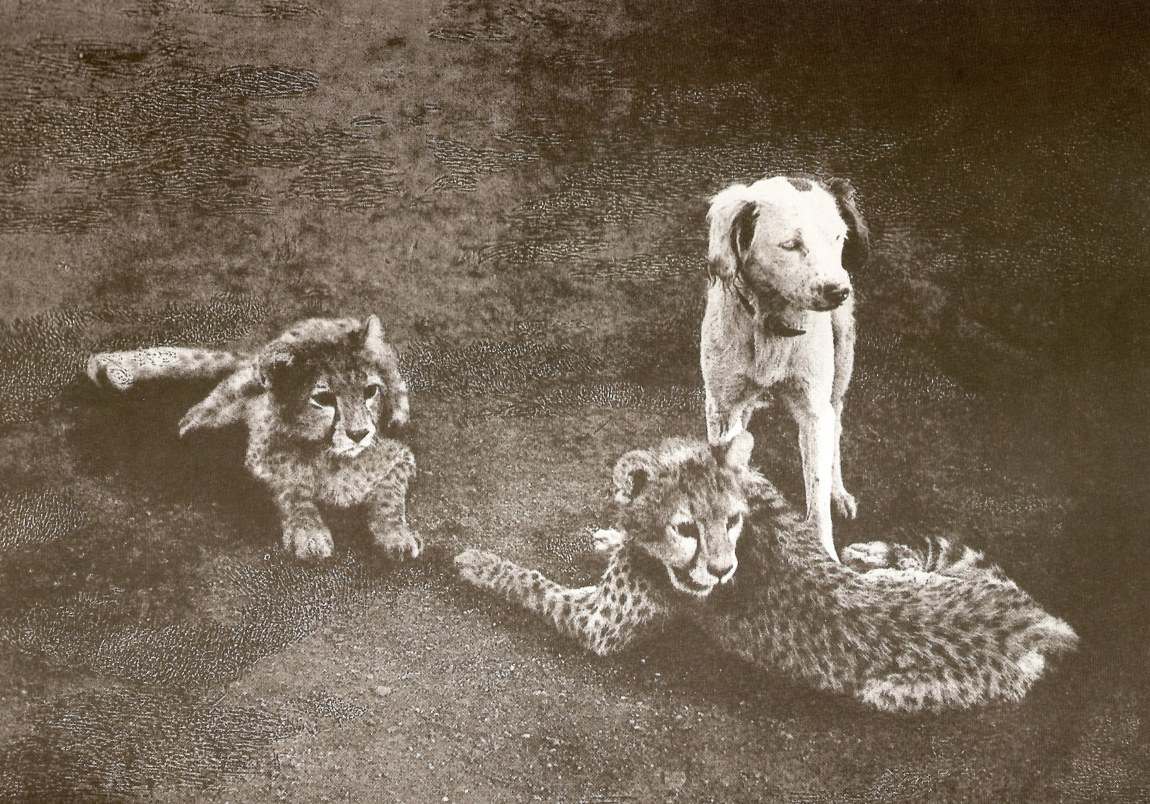
جراء فهد آسيوي مع كلب في الهند عام 1897.

بعد الثورة الإيرانية عام 1979، أصبح الحفاظ على الحياة البرية أمرا ثانويا في ذلك البلد، مما أدّى إلى ارتفاع نسبة صيد الغزلان والفهود وغيرها من الحيوانات البرية مما أدى إلى الانخفاض السريع لأعدادها، وكنتيجة لهذا فإن الفهد الآسيوي يصنف اليوم بأنه مهدد بصورة حرجة كما تم وضعه على القائمة الحمراء للأنواع المهددة بالانقراض. وقد أظهرت بعض الدراسات التي قام بها الدكتور هُرمز أسدي في النصف الثاني من عام 1997 أنه من الضرورة أن يصار إلى إعادة تأهيل مسكن الفهود وحماية الطرائد التي تعتمد عليها بغذائها (الغزلان تحديدا) وإلا فلن يكتب للفهد الآسيوي البقاء.

### جهود الحفاظ على النويعة

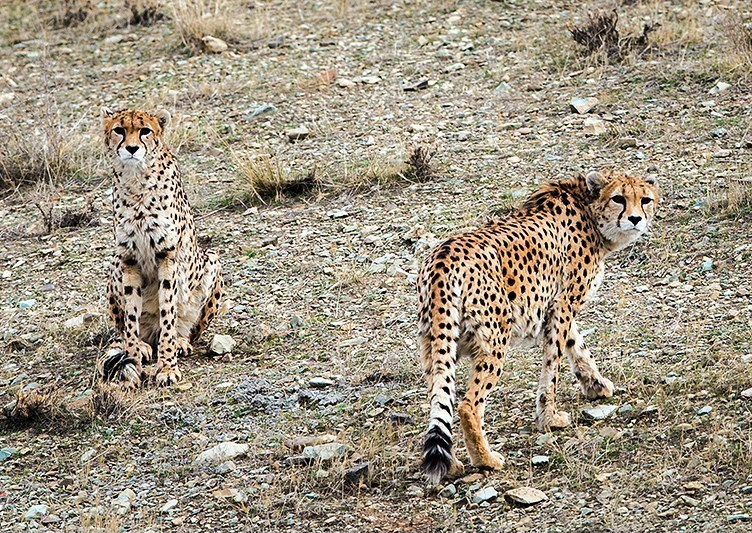
فهدان آسيويان في إيران

أطلقت وزارة البيئة الإيرانية بالتعاون مع برنامج الأمم المتحدة الإنمائي (UNDP) ومرفق البيئة العالمي (GEF)، مشروع الحفاظ على الفهد الآسيوي (بالإنجليزية: Conservation of the Asiatic Cheetah Project, CACP) الذي يهدف إلى المحافظة على المناطق المتبقية التي يسكنها الفهد في إيران وإعادة تأهيلها.
- برامج تدريب للرعاة: يُقدر أن 10 فهود تعيش في المنطقة المحمية بمحافظة بافق. يعتبر الرعاة، وفقا لجمعية الفهود الإيرانية (ICS) أحد العناصر الرئيسية وراء تراجع أعداد الفهود في المنطقة، حيث أنهم يقتلونها بسبب الخلط بينها وبين ضوار أخرى من أحجام مماثلة، من شاكلة الذئاب، النمور، الضباع المخططة، وحتى القطط البرية، وعنّاق الأرض. ابتدأ برنامج لتثقيف الرعاة عن الفهود والمفترسات الأخرى في المنطقة، وتدريبهم على تمييزها عن بعضها البعض، عام 2007، بما أن تلك الأخيرة هي المسؤولة عن مقتل المواشي في العادة وليس الفهود. كانت هذه البرامج نتيجة تعاون بين وزارة البيئة الإيرانية ومجالس بلدية خمسة قرى في المنطقة.
- أصدقاء الفهود: من المبادرات الأخرى في المنطقة، تأليف مجموعات صغيرة يُطلق عليها «أصدقاء الفهود»، يقوم أفرادها، بعد أن يتلقوا برامج تعليميّة قصيرة، بتثقيف الناس وتنظيم عدد من المناسبات المتعلقة بمواضيع عن الفهود وتلقينها لعدد من سكان القرى. يقول المختصين أنه من المشجع رؤية كيف أن الشباب يظهرون اهتماما كبيرا بهذه المسألة، ولا يُقصد بهذا الحفاظ على الفهود فقط، بل الحياة البرية بالإجمال.
- الحفظ خارج الموقع: أما في الهند حيث انقرض الفهد الآسيوي حاليا، فكان هناك مشروع يهدف إلى استنساخ هذه الفهود وإعادة إدخالها إلى البلد،[25] ولكن هذا المشروع لم يرَ النور بسبب امتناع إيران، وهي الدولة التي كانت سترسل فهدين، ذكر وأنثى، إلى الهند ليتم أخذ عينات منهما للاستنساخ عن تسليمها كما قيل.[26] لهذا استعاضت الهند عن هذا المشروع بآخر هو إعادة إدخال فهود أفريقيا إلى البلاد وإكثارها في الأسر ومن ثم إطلاق سراحها في البرية.[27]

وخلال شهر فبراير من سنة 2010، نشرت وكالة مهر للأنباء صورا لفهود آسيوية مأسورة ضمن منطقة مسيجة واسعة بحسب الظاهر قيل بأنها تقع ضمن نطاق الموئل الطبيعي لهذه الحيوانات في محافظة سمنان. وأفادت الوكالة بأن هذا الموقع هو مركز مخصص لدراسة الفهود وإكثارها في حالة شبه برية. وظهر الفهد المصور في كسوته الشتوية، إذ كان فرائه طويلا بشكل واضح. وأشار تقرير آخر إلى أن هذا المركز يأوي حوالي عشرة فهود في حالة شبه برية، إذ يقلل الاحتكاك البشري معها بقدر الإمكان إلا أنها تبقى أسيرة ضمن منطقة واسعة. هذا وقد أشار القيّمون على الحياة البرية في محمية مياندشت ومنتزه توران القومي أنهم قاموا بتربية بضعة جراء يتيمة بضع مرات، وفي شهر مايو من سنة 2014 أعلن هؤلاء عن رغبتهم بالجمع بين ذكر وأنثى بالغين على أمل أن يتزاوجا وينجبا بضعة جراء، معترفين بمدى صعوبة ذلك، إذ أن هذه الحيوانات قلما تتزاوج بنجاح في الأسر. وخلال شهر مارس من سنة 2015 أعلن عن نقل زوج من هذه الحيوانات إلى مكان على مقربة من برج الميلاد في طهران لأول مرة، في محاولة للبدء ببرنامج استيلاد جديد.

### مشاريع إعادة الإدخال في الهند والإمارات وروسيا

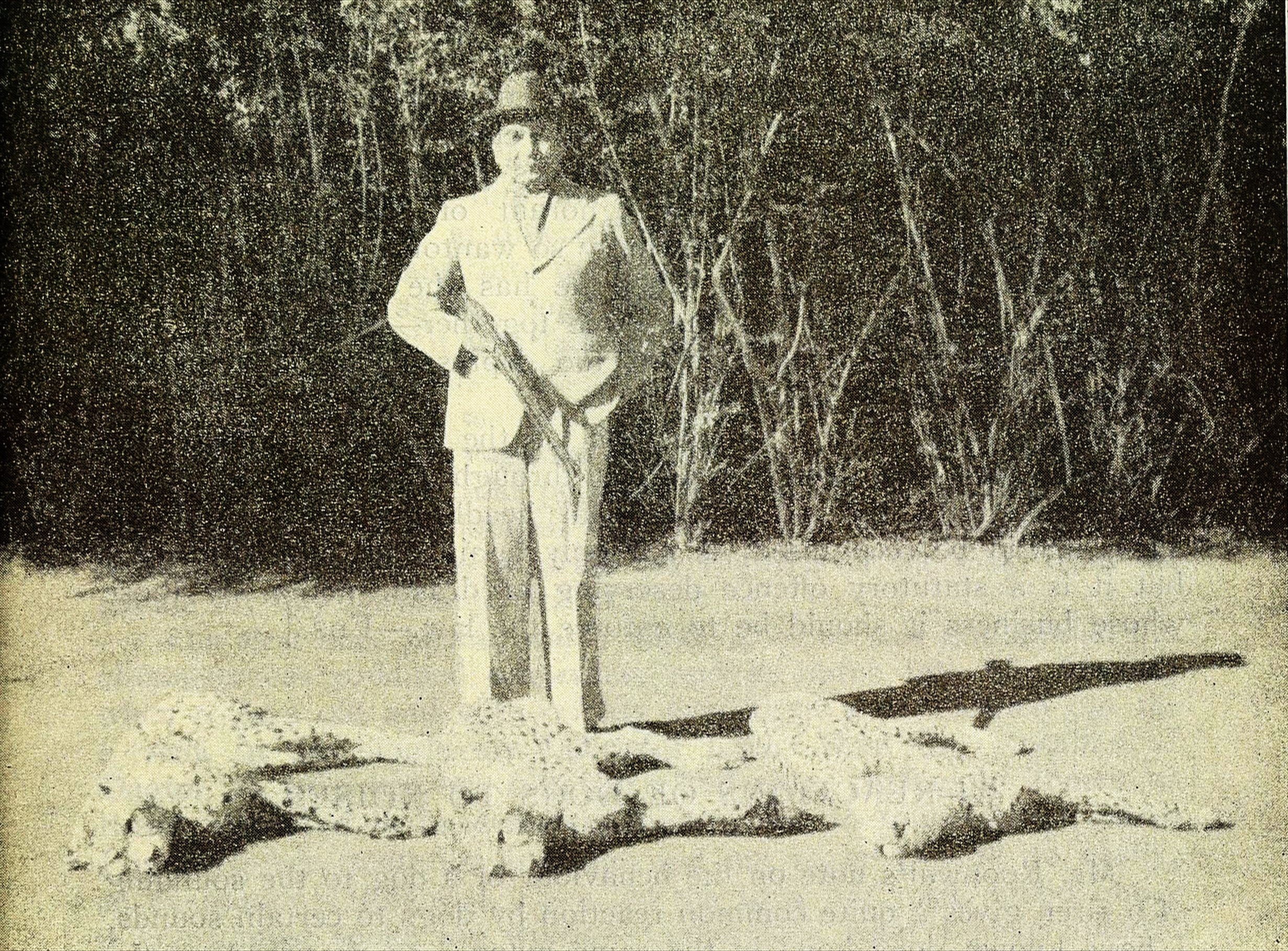
آخر ثلاثة فهود آسيوية في الهند وقد اصطيدت على يد مهراجا مقاطعة سورغوجا.

كانت الفهود شائعة في الهند حتى عقد الأربعينات من القرن العشرين، عندما قُتل آخرها على يد ماهاراجا مقاطعة سورغوجا سنة 1947، بشرق ولاية مدهيا برديش، وتشير بعض المصادر الأخرى أن آخر فهد في الهند قُتل سنة 1962. أعلنت الفهود منقرضة في البلاد بصورة رسمية سنة 1952، وكانت أول نوع من الحيوانات يندثر في تلك الناحية من العالم لأسباب غير طبيعية. وفي أوائل القرن الحادي والعشرين، اقترح بعض العلماء الهنود من مركز علم الأحياء الجزيئية والخلوية في حيدر آباد، اقترحوا نقل زوج من الفهود الآسيوية من إيران واستنساخها ثم إطلاق سراحها بالبرية، أو السماح لفريق منهم بالذهاب إلى إيران وإحضار خلايا حية من بعض الفهود الباقية هناك، لكن إيران رفضت هذا الطلب وأعلنت على لسان سفيرها في دلهي أنها لن تسمح بإرسال أي فهود إلى الهند، أو السماح لأي علماء هنود بدخول أراضيها. وبتاريخ 7 يوليو سنة 2009، أي بعد حوالي 60 سنة من انقراض الفهود في الهند، اقترح وزير البيئة والغابات الهندي «جايرام راميش» إعادة إدخال الفهود وتوطينها في بيئتها السابقة والعمل على إكثارها، وذلك عن طريق إحضار بضعة منها من أفريقيا وتزويجها في الأسر لفترة من الزمن ثم إطلاقها في البرية، وقد قابلت الحكومة الهندية هذا الطلب بالإيجاب، وشرعت في إبرام دراسة لتحديد أكثر المواطن ملائمة للفهود، ومن المناطق المقترحة: محمية سهول باني في ولاية غوجرات، ومنتزه الصحراء الوطني في ولاية راجستان. وفي شهر سبتمبر سنة 2009 نظمت ورشة عمل حول إعادة إدخال الفهود إلى الهند قال خلالها عالم المورثات الأمريكي ستيفن أوبراين أن الفهود الآسيوية والأفريقية متطابقة من الناحية المورثية، إذا لم يقض على انفصالها عن بعضها أكثر من 5,000، مما شجع مسؤولي الحياة البرية الهنود على المضي قدماً في خطة إعادة الإدخال. غير أنه خلال شهر مايو من سنة 2012 قضت محكمة الهند العليا بتجميد خطة نقل الفهود الأفريقية إلى البلاد بعد أن كشفت دراسات مورثية (جينية) جديدة أن الفهود الأفريقية والآسيوية انفصلت عن بعضها خلال فترة تتراوح بين 32,000 و 67,000 سنة، مما أفاد بخطأ النظرية السابقة وبوجود اختلاف مورثي بين المجموعتين.

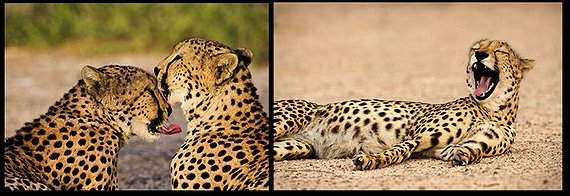
فهود جزيرة صير بني ياس.

وكما في الهند، كانت الفهود واسعة الانتشار في شبه الجزيرة العربية، لكن أعدادها أخذت تتراجع شيئًا فشيئاً جرّاء الصيد المكثف غير المنظم، حتى قُتل آخرها في السعودية سنة 1972. وفي أواخر سنة 2008 أحضر العلماء العاملين في محمية جزيرة صير بني ياس الواقعة قبالة ساحل مدينة أبوظبي ثلاثة فهود من نويعة سومرنج (Acinonyx jubatus soemmeringii) القريبة من النويعة الآسيوية من مركز الشارقة لإكثار الحياة البرية العربية، وأطلقوها في حظيرة تبلغ مساحتها 24 هكتارًا حتى تتأقلم مع مناخ وبيئة الجزيرة. وقد اضطر العلماء إلى تلقين هذه الفهود أساليب الصيد بأنفسهم بما أنها مولودة في الأسر ولم تتعلم الصيد على يد أمهاتها، وكان البعض يتوقع فشل هذا المشروع نظرًا لاعتماد الفهود على البشر بشكل كبير، إلا أنه فاق في نجاحه ما توقعه الجميع، حيث أخذت الفهود تصطاد أنواعًا مختلفة من الطرائد الموجودة على الجزيرة مثل الريم وغزلان الجبال والظباء السوداء والأيائل المرقطة حتى، وفي وقت لاحق تزاوجت الأنثى الوحيدة مع الذكرين وأنجبت بطنًا يحتوي على أربعة جراء لتكون بذلك أول جراء فهود برية تولد في شبه الجزيرة العربية منذ حوالي 40 سنة.
يُخطط علماء البيئة الروس والإيرانيون العمل على إعادة إدخال الببور السيبيرية والفهود الآسيوية إلى آسيا الوسطى، وبالتحديد في المناطق الحدودية المشتركة بين إيران وروسيا، وتُعد هذه المبادرة بمثابة «مقايضة» بين البلدين، إذ أن الببر اندثر من إيران وما زال يعيش في روسيا، بينما اندثرت الفهود من روسيا وبقيت موجودة في إيران، فكان أن اتفق الطرفان على تزويد بلديهما ببضعة أفراد من النوع المنقرض في بلد كل منهما والذي لا يزال موجودًا في البلد الآخر. يُلاحظ في هذا المجال أن عدد الببور البرية في روسيا يفوق عدد الفهود في إيران بكثير، كما أن الببور السيبيرية موجودة في عدد كبير من حدائق الحيوان حول العالم حيث يُعمل على إكثارها، بينما لا يوجد أي برنامج استيلاد للفهود الآسيوية في أي حديقة حيوانات حول العالم. وقد قال الخبراء أنه لا يجب المضيّ في مثل هذا المشروع، ذلك أن إنقاص عدد الفهود في إيران من شأنه أن يوجه ضربة قاضية للتنوع الوراثي المنهك أصلاً في جمهرة الفهود الإيرانية، وأن العكس لا يصح بالنسبة للببور السيبيرية في روسيا، التي وإن كانت قليلة العدد، لكنها لن تُعاني مثل الفهود بحال نقصت أعدادها بشكل ضئيل.

## وصلات خارجية
- جمعية الفهد الإيراني (ICS) - جمعية لاتبتغي الربح مخصصة لإنقاذ الفهود الآسيوية.
- الفهد الآسيوي أو الإيراني (Acinonyx jubatus venaticus) - تأليف: نعمان علي خلف.
- السنوريات في فلسطين.
- الفهد الآسيوي من موقع وزارة البيئة الإيرانية.
- فيديو يُظهر الصيد بواسطة الفهود الآسيوية في الهند على يوتيوبمن يوتيوب.